# Клежань (комуна)
Клежань, Клежані (рум. Clejani) — комуна у повіті Джурджу в Румунії. До складу комуни входять такі села (дані про населення за 2002 рік):
- Клежань (1896 осіб)
- Няжлову (620 осіб)
- Поду-Доамней (562 особи)
- Стеря (370 осіб)

Комуна розташована на відстані 33 км на південний захід від Бухареста, 50 км на північний захід від Джурджу, 148 км на південь від Брашова.

## Населення
За даними перепису населення 2002 року у комуні проживали 3448 осіб.
Національний склад населення комуни:
| Національність | Кількість осіб | Відсоток |
| -------------- | -------------- | -------- |
| румуни         | 3065           | 88,9%    |
| цигани         | 380            | 11,0%    |
| турки          | 2              | 0,1%     |
| угорці         | 1              | < 0,1%   |

Рідною мовою назвали:
| Мова      | Кількість осіб | Відсоток |
| --------- | -------------- | -------- |
| румунська | 3204           | 92,9%    |
| циганська | 244            | 7,1%     |

Склад населення комуни за віросповіданням:
| Релігія       | Кількість осіб | Відсоток |
| ------------- | -------------- | -------- |
| православні   | 3312           | 96,1%    |
| п'ятдесятники | 70             | 2,0%     |
| бретрени      | 31             | 0,9%     |
| лютерани      | 27             | 0,8%     |
| адвентисти    | 5              | 0,1%     |
| римо-католики | 1              | < 0,1%   |
| баптисти      | 1              | < 0,1%   |
| атеїсти       | 1              | < 0,1%   |